# Kenji Moriyama
Kenji Moriyama (født 21. juni 1991) er en japansk fodboldspiller.
Han har spillet for flere forskellige klubber i sin karriere, herunder YSCC Yokohama.